# The Pleasure Principle (album)
Pour les articles homonymes, voir The Pleasure Principle.
Albums de Gary Numan
Replicas
(1979) Telekon
(1979)
The Pleasure Principle est le troisième album studio - et le premier en solo- du pionnier de la musique électronique Gary Numan sorti le 7 septembre 1979. Il s’est classé en première place des ventes en Angleterre.
Cet album est couramment considéré par les critiques et les fans comme le meilleur album de Numan ainsi que comme un élément pionnier de la new wave et de l'histoire de la musique électronique.

## Liste des titres
Toutes les chansons furent composées par Gary Numan, excepté On Broadway.
| No  | Titre                                                                          | Durée |
| --- | ------------------------------------------------------------------------------ | ----- |
| 1.  | Airlane                                                                        | 3:18  |
| 2.  | Metal                                                                          | 3:32  |
| 3.  | Complex                                                                        | 3:12  |
| 4.  | Films                                                                          | 4:09  |
| 5.  | M.E.                                                                           | 5:37  |
| 6.  | Tracks                                                                         | 2:51  |
| 7.  | Observer                                                                       | 2:53  |
| 8.  | Conversation                                                                   | 7:36  |
| 9.  | Cars                                                                           | 3:58  |
| 10. | Engineers                                                                      | 4:01  |
| 11. | Random (Demo)                                                                  | 3:49  |
| 12. | Oceans (Demo)                                                                  | 3:03  |
| 13. | Asylum (Face B de Cars)                                                        | 2:31  |
| 14. | Me! I Disconnect From You (Live)                                               | 3:06  |
| 15. | Bombers (Live)                                                                 | 5:46  |
| 16. | Remember I Was Vapour (Live)                                                   | 4:46  |
| 17. | On Broadway (Live, par Jerry Leiber, Mike Stoller, Barry Mann et Cynthia Weil) | 4:48  |

## Musiciens
- Gary Numan : chant, claviers (Minimoog, Polymoog, ARP Odyssey),  percussions électroniques (Synare 3)
- Chris Payne : claviers (Minimoog, Polymoog, Piano), violon alto
- Paul Gardiner : basse
- Cedric Sharpley : Batterie, percussions
- Billy Currie : violon sur Tracks et Conversation
- Garry Robson : chœurs sur Conversations